# Флейм
Флейм (от англ. flame — огонь, пламя) — «спор ради спора», обмен сообщениями в местах многопользовательского сетевого общения (напр. интернет-форумы, чаты, социальные сети и др.), представляющий собой словесную войну, нередко уже не имеющую отношения к теме спора. Сообщения флейма могут содержать личные оскорбления и зачастую направлены на дальнейшее разжигание ссоры. Иногда применяется в контексте троллинга, но чаще флейм вспыхивает просто из-за обиды на виртуального собеседника. Также может применяться в качестве способа «забалтывания», — т. е. информационно зашумления предмета (темы) дискуссии или спора.

## Наиболее частые причины флейма[1]
1. Дружеские насмешки, неудачные и двусмысленные шутки, намёки и т. п. — оскорбительные при нормативном толковании в серьёзном смысле.
2. Резкие высказывания в адрес «посторонних объектов» (игр, корпораций, спортивных команд, программ, фильмов, артистов, политических партий, идеологий и т. п.), которые хотя и не являются нападками на личность собеседника, но могут приниматься им близко к сердцу.
3. Неаргументированная критика или насмешка, например, по поводу тезисного высказывания, без выдвижения антитезиса.
4. Некоторые полемические приёмы, например, доведение до абсурда правильно выраженной мысли собеседника посредством подмены понятий.
5. Фразы «свысока», вызванные ошибочным определением возраста или квалификации собеседника.
6. Бросание вызова собеседнику.
7. Разные взгляды на обстоятельства, события и любые другие вещи.
8. Дебаты, полемика, демагогия, софистика с использованием оскорбительных высказываний, не имеющие отношения к обсуждаемой теме. Например, разнообразные оскорбительные намёки на то, что иные мнения могут быть или у наркоманов, или у психически нездоровых.

В Интернете флейм обычно наказуем модераторами ресурса.